# Saint-Maulvis
Saint-Maulvis – miejscowość i gmina we Francji, w regionie Hauts-de-France, w departamencie Somma.
Według danych na rok 2011 gminę zamieszkiwało 259 osób, a gęstość zaludnienia wynosiła 42 osoby/km² (wśród 2293 gmin Pikardii Saint-Maulvis plasuje się na 793. miejscu pod względem liczby ludności, natomiast pod względem powierzchni na miejscu 763.).